# Musical.ly
Musical.ly는 동영상 제작, 메신저, 실시간 방송을 위한 중국의 비디오 소셜 네트워크 앱이다. 최초의 프로토타입은 2014년 4월에 출시되었으며 공식 버전은 그 해 8월에 출시되었다. 앱을 통해 사용자들은 15초에서 1분 사이의 동영상을 만든 다음 사운드 트랙을 선택할 수 있으며 각기 다른 속도의 옵션(타임 랩스, 느리게, 보통, 빠르게, 매우 빠르게) 적용, 프리셋 필터 및 효과 추가를 할 수 있다. 또, 이 앱은 사용자들이 유명한 뮤저(muser), 콘텐츠, 인기있는 노래, 음원, 해시태그를 탐색할 수 있게 한다. 2016년 7월 기준으로 musical.ly는 90,000,000명 이상의 등록 회원이 있으며, 매일 평균 12,000,000개의 새로운 동영상이 게시되고 있고 2017년 5월 말까지 200,000,000명 이상의 사용자들이 앱을 이용하고 있다. musical.ly의 본사는 중화인민공화국 상하이에 위치해 있으며 미국 캘리포니아주 샌프란시스코에 사무소가 있다.

## 같이 보기
- 틱톡